# Griphomyia argentifrons
Griphomyia argentifrons är en tvåvingeart som beskrevs av Hardy 1987. Griphomyia argentifrons ingår i släktet Griphomyia och familjen borrflugor. Inga underarter finns listade i Catalogue of Life.